# ديك مارتن (فنان)
ديك مارتن (بالإنجليزية: Dick Martin)‏ هو فنان أمريكي، ولد في 29 يونيو 1927، وتوفي في 14 فبراير 1990.

## وصلات خارجية
- ديك مارتن على موقع IMDb (الإنجليزية)